# Pyrrhon d'Élis
« Pyrrhon » redirige ici. Pour l’article homophone, voir Piron.
Pyrrhon d'Élis (en grec ancien Πύρρων / Pýrrhôn) (vers 365–275 av. J.-C.) est un philosophe sceptique originaire d'Élis, ville provinciale du nord-ouest du Péloponnèse. Son activité philosophique se situe vers 320 av. J.-C., avec, pour disciples, Onésicrite, Philon d'Athènes et Timon de Phlionte (à ne pas confondre avec Timon d'Athènes), un poète-philosophe qui vécut dans sa familiarité pendant vingt ans. Il est considéré par les sceptiques anciens comme le fondateur de ce que l'on a appelé le pyrrhonisme.

## Biographie

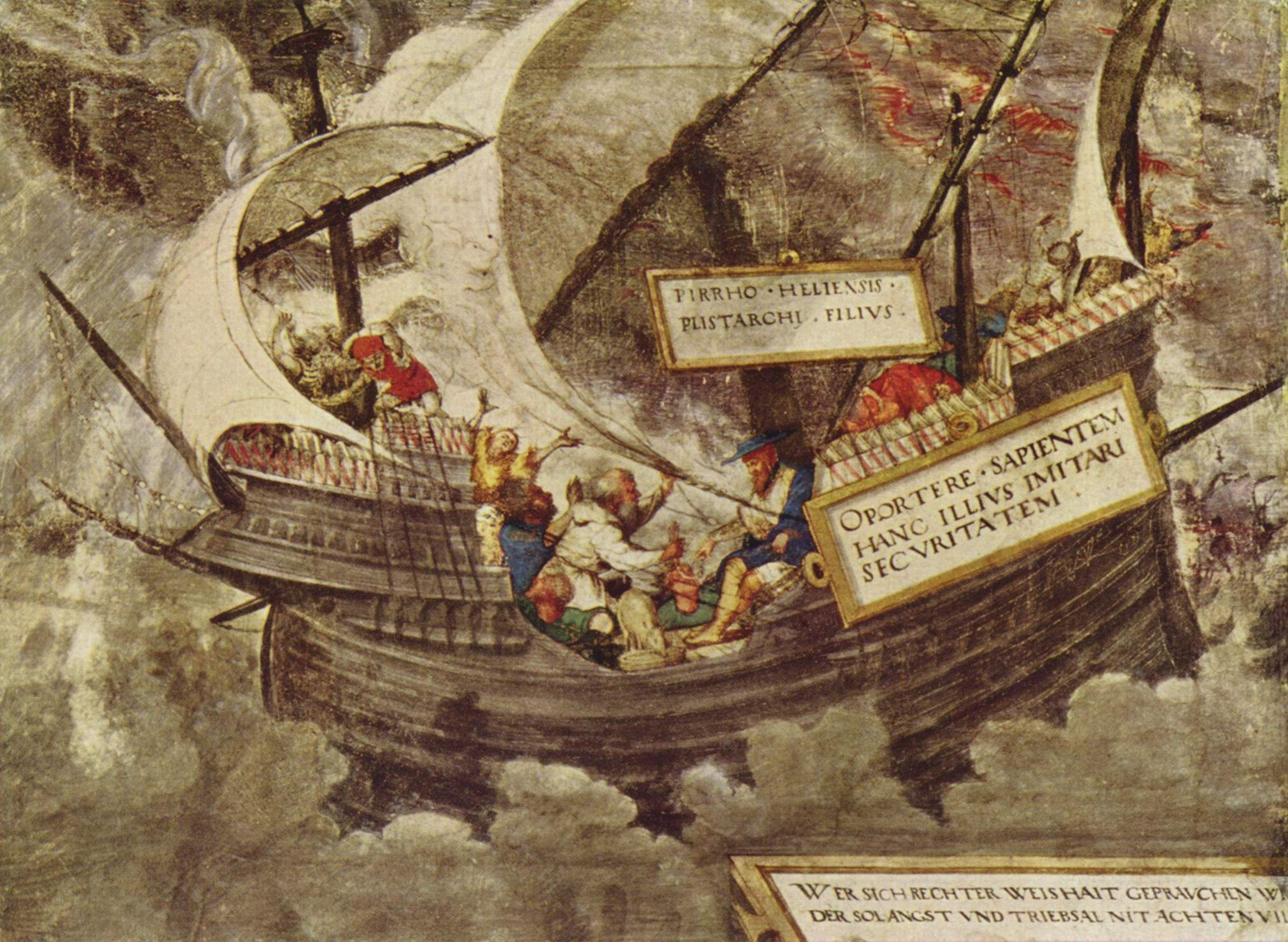
Pyrrhon impassible dans la tempête.

Sa vie est fort méconnue et les renseignements dont nous disposons ne s'accordent pas. Il est le fils de Plistarque et fut élève de Bryson, fils de Stilpon. Vivant dans la pauvreté, il reçut une formation de peintre, mais il était un artiste médiocre[réf. souhaitée]. Il fut l'élève d'Euclide de Mégare, puis d'Anaxarque qu'il suivit en Inde dans la campagne d'Asie d'Alexandre le Grand, en 334 av. J.-C. Il y étudia avec les gymnosophistes (probablement des ascètes jaïns, qui respectent une doctrine de nécessaire pluralité de points de vue nommée « Anekantavada » qui a pu inspirer le scepticisme à venir, ou des ascètes shivaïtes, ces ordres religieux pratiquant une nudité liée au vœu de non-possession/aparigraha) ; et en Perse, où il fut instruit par les Mages. Ces informations ont longtemps été considérées comme douteuses et reflétant plutôt la formation « idéale » d'un philosophe, mais une étude récente a montré en comparant les textes l'identité des conceptions de sa philosophie avec celles du premier bouddhisme de l'époque de Gandhara .
À son retour à Élis, il mena une vie simple et régulière, indifférent et serein, avec sa sœur Philista en vendant des cochons de lait. Il aimait rester seul pour méditer. D'après Diogène Laërce, son égalité d'âme ne fut prise en défaut que deux fois : il s'enfuit devant un chien, et se mit en colère contre sa sœur.
On suppose qu'il était devenu agnostique et s'abstenait de donner son opinion sur tout sujet. Il niait qu'une chose fût bonne ou mauvaise, vraie ou fausse en soi. Il doutait de l'existence de toute chose, disait que nos actions étaient dictées par les habitudes et les conventions et n'admettait pas qu'une chose soit, en elle-même, plutôt ceci que cela. Son attitude semblait ainsi résignée et pessimiste ; il répétait souvent le vers d'Homère : « La génération des hommes est semblable à celle des feuilles des arbres. »
Il est à ce titre considéré comme le créateur du scepticisme (ou plus exactement du pyrrhonisme), mais il ne semble pas avoir eu l'intention de créer un courant de pensée philosophique.
Pyrrhon n'a rien écrit, mais son disciple Timon de Phlionte, les sceptiques tardifs comme Énésidème, et surtout Sextus Empiricus, nous ont laissé des textes dans lesquels ils discutaient de la méthode pour parvenir à l'état d'incompréhension (acatalepsie) et au bonheur de ne savoir absolument rien, c'est-à-dire de n'avoir aucune certitude sur sa propre existence, celle d'autre chose, ou encore la possibilité d'une existence.

## Enseignement supposé
Aristoclès, philosophe aristotélicien du IIe siècle, formule en ces termes la doctrine de Pyrrhon : « Pyrrhon d'Elis n'a laissé aucun écrit, mais Timon, son disciple, dit que celui qui veut être heureux doit considérer ces trois points. Premièrement, quelle est la véritable nature des choses (ou que sont les choses en elles-mêmes) ? Deuxièmement, quelle doit être notre disposition d'âme relativement à elles ? Enfin, que résultera-t-il pour nous de ces dispositions ? Les choses sont toutes sans différence entre elles, également incertaines et indiscernables. Aussi nos sensations et nos jugements ne nous apprennent-ils ni le vrai ni le faux. Par suite, nous ne devons nous fier ni aux sens ni à la raison, mais demeurer sans opinion, sans incliner ni d'un côté ni de l'autre, impassibles. Quelle que soit la chose dont il s'agisse, nous dirons qu'il faut l'affirmer et la nier à la fois, ou bien qu'il ne faut ni l'affirmer ni la nier. Si nous sommes dans ces dispositions, dit Timon, nous atteindrons d'abord l'aphasie - c'est-à-dire que nous n'affirmerons rien - puis l'ataraxie (c'est-à-dire que nous ne connaîtrons aucun trouble) ». L'enseignement de Pyrrhon suscita de nombreuses perplexités qui donnèrent lieu à des développements d'ordre méthodologique, résumés en plusieurs tropes. Pyrrhon ne les connaissait peut-être pas : les sources ne permettent pas de décider sur ce point. Il en existe plusieurs séries ; deux séries de respectivement dix et huit tropes sur la relativité sont attribuées à Énésidème, et une série de cinq autres sur la certitude à Agrippa.
La notion de suspension du jugement (épochê) vient, semble-t-il, moins de Pyrrhon que de l'académicien Arcésilas de Pitane. Mais cette opinion de Victor Brochard en 1887 ne fait pas l'unanimité. Quant à savoir si la notion d'équipollence, égalité des opinions, vient de Pyrrhon, Photios écrit : « Quant à celui qui philosophe selon Pyrrhon, il connaît entre autres félicités la sagesse de savoir avant tout qu'il n'est en possession d'aucune certitude ; et, pour ce qu'il connaîtrait, il n'est pas homme à le sanctionner par l'affirmation plutôt que par la négation. » On utilise l’adjectif "éphectique" pour désigner ce qui est relatif aux disciples de Pyrrhon, notamment la suspension du jugement.
Michel de Montaigne dans le livre II des Essais fait l'éloge de Pyrrhon et du doute. Il présente le scepticisme : "Si c’est un enfant qui juge, il ne sait pas de quoi il s’agit ; si c’est un savant, il a des idées préconçues. Les Pyrrhoniens se sont donné un extraordinaire avantage dans les combats, en s’étant déchargés du soin de se protéger ; peu leur importe qu’on les frappe, pourvu qu’ils frappent. Et ils tirent parti de tout : s’ils sont vainqueurs, votre proposition est boiteuse et si c’est vous, c’est la leur. S’ils se trompent, ils démontrent l’ignorance ; et si vous vous trompez, c’est vous qui la démontrez. S’ils prouvent qu’on ne sait rien, c’est bien. S’ils ne peuvent pas le prouver, c’est bien aussi. « De sorte qu’en trouvant d’aussi bonnes raisons pour et contre, il soit plus aisé de réserver son jugement sur tel point ou sur tel autre. » Et ils se vantent de trouver pourquoi une chose est fausse bien plus facilement que de trouver pourquoi elle est vraie."

## Disciples
- Onésicrite
- Timon de Phlionte
- Euryloque
- Philon d'Athènes
- Hécatée d'Abdère
- Nausiphane de Téos
- Numénios d'Apamée (douteux, peut-être contemporain d'Énésidème)

## Soutiens et détracteurs
Le philosophe Épicure, qui l'admirait de loin, était toujours curieux de connaître ce que Pyrrhon venait de dire ou de faire. Quant aux Éléens, ils étaient tellement fiers de Pyrrhon qu'ils le couvraient d'honneurs. Il était très estimé de ses concitoyens et fut nommé grand prêtre. Il fut aussi fait citoyen d'honneur d'Athènes.
Sa doctrine eut cependant des opposants. La légende, peut-être une caricature forgée par ses détracteurs, le décrit de la façon suivante : « Sa conduite était d’accord avec sa doctrine : il ne se détournait, ne se dérangeait pour rien ; il suivait sa route quelque chose qui se rencontrât, chariots, précipices, chiens, etc. ; car il n’accordait aucune confiance aux sens. Heureusement, dit Antigonus de Caryste, ses amis l’accompagnaient partout et l’arrachaient au danger,. »
Se référant à ce passage, Victor Brochard rapporte ainsi la façon dont on voit le plus souvent Pyrrhon dans l'imaginaire collectif : « Pyrrhon lui-même a souvent été présenté comme une sorte de sophiste, par exemple dans la légende qui nous le montre si incertain de l’existence des choses sensibles qu’il s’en va se heurter contre les arbres et les rochers, et que ses amis sont obligés de l’accompagner pour veiller sur lui. » Énésidème nie cette légende, sans qu'il soit possible de trancher d'un point de vue historique.

## Pyrrhon dans la fiction

### Dans la fiction
Le roman Yavana (Phébus, 1991) de Patrick Carré, qui prend pour trame le périple de Pyrrhon en Asie avec l'armée d'Alexandre, et son retour dans sa patrie d'Élis, est une fresque historique et philosophique imaginant l'une des premières rencontres entre la pensée grecque et les spiritualités d'Inde (bouddhisme, hindouisme) ou d'Asie centrale (zoroastrisme).
Dans Nous n'irons plus au Luxembourg de Gabriel Matzneff (1972), le protagoniste Alphonse Dulaurier est un professeur de lettres retraité qui se définit comme pyrrhonien.
Dans Le Mariage forcé (1664), Molière présente le portrait burlesque d'un philosophe pyrrhonien (scène 5).